# وونغ تشون يوي
وونغ تشون يوي (بالإنجليزية: Wong Chun Yue) (مواليد 28 يناير 1978 في هونغ كونغ) لاعب كرة قدم هونغ كونغي دولي يجيد اللعب في خط الوسط . يلعب حاليا لصالح نادي تاي بو الهونغ كونغي منذ سنة 2010 .

## روابط خارجية
- وونغ تشون يوي على موقع الاتحاد الدولي (مؤرشف)  (الإنجليزية)
- وونغ تشون يوي على موقع قاعدة بيانات كرة القدم.إي يو (الإنجليزية)